# Terry Winters
Pour les articles homonymes, voir Winters.
Terry Winters (1949, New York) est un peintre américain, dessinateur et graveur abstrait dont l'œuvre joue avec la réintroduction relative de la figuration. La figuration étant utilisée non pas comme métaphore mais comme un process. Depuis le milieu des années 1970, il travaille sur la contradiction phénoménologique inhérente au dessin et à la couleur pour introduire plus de variétés aux formes, comme ses amis Carroll Dunham ou Bill Jensen. Il est représenté au début de sa carrière par la Galerie Sonnabend, son travail évolue vers des images biomorphiques, de plus en plus complexe, architecturées qui mélangent science naturelle et ordinateur.
Ses œuvres sont très largement représentées dans les collections publiques américaines.

## Collections publiques
- Whitney Museum of American Art, New York
- Metropolitan Museum of Art, New York
- Institut d'art de Chicago
- Musée d'art moderne de San Francisco
- Musée d'art du comté de Los Angeles

En 2001, dans le cadre d'une commande publique, il a réalisé pour la Chalcographie du Louvre une gravure à l'eau-forte intitulée Sans titre (Louvre).